# Bachillerato en España
El bachillerato español es una enseñanza postobligatoria, impartida normalmente desde que el alumno tiene 16 años, tras haber obtenido la Educación Secundaria Obligatoria (ESO). Tiene dos cursos de duración y carácter preuniversitario. Tras haber superado el Bachillerato se puede ingresar en los Ciclos Formativos de Grado Superior, o en la universidad, tras superar las Pruebas de Acceso a la Universidad. El Bachillerato actualmente en España está regulado en la reforma vigente de la Ley Orgánica de Educación.
En la enseñanza española (e hispanoamericana) de los siglos XIII al XVII o XVIII, el título Bachiller era el grado menor de los estudios universitarios. Con fines de inserción laboral era equivalente a los estudios diplomatura posteriores, ya que facultaba para ejercer una profesión sin necesidad de llegar a los grados mayores (licenciado y doctor). Se estudiaba en las universidades (en las escuelas menores) o en los colegios menores.

## El bachillerato durante la dictadura franquista

### Ley de 1938
Fue la primera ley educativa franquista. Propuesta por el ministro de Educación Nacional del primer gobierno de Francisco Franco, el  monárquico Pedro Sainz Rodríguez y promulgada en septiembre de 1938 todavía en plena guerra civil, estableció un nuevo plan de bachillerato caracterizado por la vuelta a esquemas clásico-humanistas propios de la España imperial, que era el modelo en el que quería inspirarse el Nuevo Estado.
Constaba de siete cursos durante los cuales debían cursarse siete «disciplinas» a lo largo de todos ellos: Religión, desdoblándose con Filosofía a partir del 5º curso (sobre esta «disciplina» en el preámbulo se decía que «el Catolicismo es la médula de la Historia de España. Por eso es imprescindible una sólida instrucción religiosa»); Lenguas clásicas: latín en todos los cursos y griego a partir de 4º (en el preámbulo se justificaba su inclusión aduciendo que «la cultura clásica y humanística se ha reconocido universalmente como la base insuperable y fecunda para el desarrollo de las jóvenes inteligencias»); Lengua y Literatura Española (en el preámbulo se decía: «complemento natural de las humanidades clásicas han de ser las humanidades españolas. Es nuestra lengua el sistema nervioso de nuestro Imperio espiritual y herencia real y tangible de nuestro Imperio político-histórico»); Geografía e Historia (en el preámbulo se decía: «la revaloración de lo español, la definitiva extirpación del pesimismo anti-hispánico y extranjerizante, hijo de la apostasía y de la odiosa y mendaz leyenda negra, se ha de conseguir mediante la enseñanza de la Historia Universal (acompañada de la Geografía), principalmente en sus relaciones con la de España. Se trata así de poner de manifiesto la pureza moral de la nacionalidad española; la categoría superior, universalista, de nuestro espíritu imperial, de la Hispanidad, según concepto felicísimo de Ramiro de Maeztu, defensora y misionera de la verdadera civilización, que es la Cristiandad»); Matemáticas; dos Lenguas Modernas, de las que una de ellas tenía que ser el alemán o el italiano; y Cosmología, que incluía la iniciación a las Ciencias Naturales y a la Física y Química. Estas siete disciplinas irían acompañadas de la «Educación artística, física y patriótica» que incluiría «ejercicios gimnásticos; música; trabajos manuales; visitas de arte», «conferencias para la formación patriótica de la juventud» y «Dibujo y modelado».
Según Rafael Valls, de estas siete «disciplinas» la historia era la que constituía «la columna vertebral de este plan de bachillerato, en cuanto que, a través de ella, se pretende conseguir, como se expresa en el prólogo de la ley, una cultura clásica y humanística que posibilite "el ser auténtico de España"». Valls afirma que la historia cumplió el mismo papel que el plan de bachillerato de 1953 le concedió a la materia Formación del Espíritu Nacional: «Es la historia, en 1938, la que ocupa esta función apologética del Nuevo Estado dentro de la educación de los alumnos de bachillerato. Esta exaltación patriótico-imperialista... tiene su colofón en los cursos sexto y séptimo, dedicados exclusivamente a la "Historia del imperio español y el valor de la Hispanidad"». El preámbulo de la Ley terminaba así:

La España que renace a su auténtico Ser cultural, a su vocación de misión y de ejemplaridad, a su tensión militante y heroica, podrá contar para su juventud con este sistema activo y eficaz de Cultura docente que ha de templar las almas de los españoles con aquellas virtudes de nuestros grandes capitanes y políticos del Siglo de Oro, formados en la Teología Católica de Trento, en las Humanidades Renacentistas y en los triunfos guerreros por tierra y por mar en defensa y expansión de la Hispanidad.

Para cursar el «Bachillerato Universitario» se requería haber cumplido 10 años y superar una prueba de ingreso. Los tres primeros cursos constituían el «ciclo de estudios elementales» y al final de los siete años había que superar «el examen de Estado del Bachillerato» cuyo tribunal sería organizado por la Universidad. El Bachillerato no era gratuito pero la ley establecía que los Centros del Estado (Institutos de Segunda Enseñanza) y particulares debían reservar un tanto por ciento de plazas gratuitas.  Por otro lado, el «nuevo Bachillerato clásico y formativo» se proponía acabar con «la rusofilia y el afeminamiento».
Por otro lado, el Estado dejó en manos de los colegios regentados por las órdenes religiosas católicas esta enseñanza ―en la ley se decía que estimularía la iniciativa privada para que creara centros que sirvieran de «notable emulación a las instituciones oficiales»― y cerró los institutos públicos que había creado la República ―en una Orden de agosto de 1939 se justificaba así: «la política docente de la República fundada principalmente en la sustitución de la enseñanza dada por las órdenes religiosas, creó un crecido número de centros de Enseñanza Media innecesarios a todas luces»―. De esta forma se pusieron las bases del clasismo del sistema educativo franquista, uno de sus rasgos esenciales. Como ha señalado Alicia Alted, el bachillerato universitario «presentaba un fuerte carácter elitista ya que su objetivo era formar a las futuras clases dirigentes; aquellas que tendrían en sus manos la posibilidad de consolidar el proceso de ideologización política y social que se estaba imponiendo». Así lo reflejaba el preámbulo de la ley:

Una modificación profunda de este grado de enseñanza es el instrumento más eficaz para, rápidamente, influir en la transformación de una sociedad y en la formación intelectual y moral de sus futuras clases directoras.

### Ley de 1953
En el plan de estudios de 1953 (del ministro Ruiz-Giménez) se dividió en dos partes: bachillerato elemental y bachillerato superior. El primero constaba de cuatro cursos entre los 10 y 14 años, denominados 1º, 2º, 3º y 4º, y el segundo de dos cursos, 15 y 16 años, llamados 5º y 6º. Ambos tenían un examen final de reválida (reválida de cuarto y reválida de sexto), que se hacía en un centro oficial, normalmente en un instituto dependiente del ministerio de Educación. Los que seguían la enseñanza primaria obligatoria (de 6 a 14 años) podían hacer el bachillerato superior, aprobando la reválida de cuarto curso. Paralelamente existía el bachillerato laboral o técnico, creado en 1949 y dirigido a los alumnos que deseasen realizar estudios técnicos o profesionales.
El bachillerato superior tenía dos ramas: de ciencias y de letras. Para poder realizar el examen de reválida (elemental o superior), era obligatorio tener aprobadas todas las asignaturas de los cursos específicos de cada bachillerato. Una vez aprobado el examen especial de la reválida elemental, el alumno podía elegir entre la rama de ciencias o de letras, que debía de conservar durante el bachillerato superior y el preuniversitario, salvo excepción razonada. La reválida era un examen global de las asignaturas que se habían estudiado en los cursos anteriores en cada bachillerato. El alumno no podía pasar al curso superior si tenía más de tres asignaturas suspensas, y tenía en septiembre una convocatoria extraordinaria para examinarse de aquellas asignaturas no aprobadas en la convocatoria de junio. Los títulos oficiales que expedía el Ministerio de Educación Nacional se denominaban "bachiller elemental" y "bachiller superior" respectivamente.
Tras la reválida de sexto, había un curso llamado preuniversitario (vulgo "Preu"), también con las dos ramas, y cuyo examen se realizaba en la universidad. Era en un principio un curso preparatorio para la universidad, con estudios muy extensos sobre temas muy acotados, como –por ejemplo– sobre El Quijote en literatura, o mecánica del automóvil en física. Fracasó por diferentes razones; entre ellas, no permitía a la mayoría de los estudiantes profundizar en los temas de su interés para futuros estudios, y además muchos profesores de bachillerato no estaban preparados para exponer, durante todo un curso, extensamente un tema que cambiaba todos los años. Al final, cambió para convertirse en un curso como los demás del bachillerato.

### Ley de 1970 (LGE - Ley General de Educación)
La implantación de la Educación General Básica (EGB) en la España de los años 70 sustituyó en su tramo superior al bachillerato elemental. De este modo se situaba el bachillerato más cerca de los estudios universitarios, además de tratar de quitar a la antigua enseñanza primaria el estigma de ser los estudios de quien nunca iba a llegar a la universidad. Así, los estudiantes podrían optar por el nuevo BUP o la formación profesional a los catorce años en vez de a los diez, que es cuando renunciaban a hacer el examen de ingreso en el bachillerato elemental, ya que no era necesaria ninguna prueba específica para acceder al nuevo bachillerato.
En esta reforma, el siguiente tramo educativo era el Bachillerato Unificado Polivalente (BUP), que sustituyó al Bachillerato Superior, como la Educación General Básica (EGB) (entre los 6 y los 14 años) hizo con la primaria y el bachillerato elemental. Para acceder a la Universidad era necesario el Curso de Orientación Universitaria (COU), que preparaba para las Pruebas Acceso a la Universidad (PAU) o selectividad, sustituyendo al antiguo curso preuniversitario o «Preu».
El bachillerato se estudiaba en Instituto Nacional de Bachillerato (INB), Instituto de Bachillerato (IB) o Instituto de Educación Secundaria (IES), cuyo nombre varió según los tiempos políticos.

### El Bachillerato Laboral (la Ley de 1949)
El Bachillerato Laboral o Técnico (inicialmente Bachillerato profesional, diferenciado del Bachillerato ordinario) fue un tipo de bachillerato específico establecido en 1949 a iniciativa del Ministro de Trabajo, el falangista José Antonio Girón. «Se presentaba como un intento de proporcionar unos conocimientos mínimos a la clase obrera para incorporarla a la producción, aunque su objetivo real debe buscarse en la pugna por el control de un cierto tipo de enseñanza desde la Organización Sindical Española frente al poder de la Iglesia».
Fue creado por la Ley de 16 de julio de 1949 de Bases de Enseñanza Media y Profesional, en cuyo preámbulo se decía que era «una nueva modalidad del Bachillerato que sin perder su carácter esencial de formación humana» la simultanearía «con el adiestramiento de la juventud en las prácticas de la moderna técnica profesional» para asegurar «a los alumnos una preparación suficiente para desenvolverse en la vida y a los mejores dotados el posible acceso a los estudios superiores». La duración del Bachillerato profesional sería de cinco años, un primer año de carácter formativo general y cuatro años de especialización profesional.  
Los centros donde se impartiría no serían los Institutos de Enseñanza Media donde se estudiaba el bachillerato ordinario, sino unos nuevos Centros de Enseñanza Media y Profesional que estarían destinados a tres grupos de alumnos, según el Preámbulo de la ley. «En primer término, aquellos que desean únicamente, sobre la base de una formación general humana de un Bachillerato elemental, instruirse en la práctica de las enseñanzas profesionales modernas. En segundo lugar, los que aspiren a ingresar en otros estudios especiales técnicos, para los que se requieren tan sólo los primeros años del Bachillerato. Por último, el de los mejor dotados, intelectualmente, que, alejados de las grandes poblaciones, podrán cursar los primeros años del Bachillerato en el lugar de su residencia, con ánimo de completar más tarde su formación y alcanzar el grado de Bachiller universitario a través de un sistema progresivo de selección que garantice su acierto vocacional y les encauce hacia la Universidad o los estudios técnicos superiores». Los Centros de Enseñanza Media y Profesional serían masculinos o femeninos, aunque «la labor docente de extensión profesional y de elevación del nivel de cultura podrá abarcar alumnos de uno y de otro sexo».

## El bachillerato en el período democrático

### La LOGSE (Ley Orgánica de Ordenación General del Sistema Educativo de España) de 1990
La implantación de la Educación Secundaria Obligatoria (ESO) sustituyó en su tramo inferior a los dos últimos cursos de la EGB. Al finalizar la ESO, había que optar entre los estudios de formación profesional de grado medio o el Bachillerato. Este constaba de dos cursos antes de los estudios Universitarios o de los estudios de formación profesional de grado superior.
El Bachillerato presentaba cinco modalidades: artes, tecnológico, ciencias sociales, ciencias de la salud y humanidades. Cada una de ellas capacitaba para cursar diferentes estudios universitarios, una vez superada la PAU, prueba de acceso a la universidad, más conocida como selectividad.
Este bachillerato comenzó a implantarse a nivel general en el curso 2000/1. Sin embargo, desde 1996 se estuvo impartiendo un bachillerato experimental (reforma de la enseñanzas medias) en algunos institutos.
El bachillerato LOGSE sufrió una reforma en la LOE.

### La LOE (Ley Orgánica de Educación) de 2006
Según lo establecido en la LOE, el bachillerato se estudia durante dos cursos, normalmente a continuación de la ESO.
Hay tres modalidades distintas de bachillerato: Artes (dos vías), Ciencias y Tecnología, y Humanidades y Ciencias sociales.
| 1.º DE BACHILLERATO | 1.º DE BACHILLERATO |
| Materias comunes | Materias comunes |
| --- | --- |
| - Lengua Castellana y Literatura I (3h) - Ciencias para el Mundo Contemporáneo (2h) - Educación Física I (2h) - Filosofía (2h) - Lengua Cooficial y Literatura I ( Si la hubiere ) (3h) - Primera Lengua Extranjera I (3h) - Religión o Historia y Cultura de las Religiones (1h) - Segunda Lengua Extranjera I (2h) | |
| Materias de Modalidad (se escogen 3) | |
| Artes | |
| Artes Plásticas, Imagen y Diseño | - Cultura Audiovisual I (4h) - Dibujo Artístico I (4h) - Dibujo Técnico I (4h) - Volumen (4h)                              |
| Artes Escénicas, Música y Danza | - Cultura Audiovisual (4h) - Análisis Musical I (4h) - Anatomía Aplicada (4h) - Artes Escénicas (4h)                       |
| Ciencias y Tecnología | |
| Ciencia | - Física y Química (4h) - Matemáticas I (4h) - Biología y Geología (4h)                                                    |
| Tecnología | - Matemáticas I (4h) - Física y Química (4h) - Tecnología Industrial I (4h) - Dibujo Técnico I ( 4h )                      |
| Humanidades y Ciencias Sociales | |
| Humanidades | - Literatura Universal (4h) - Latín I (4h) - Griego I (4h)                                                                 |
| Ciencias Sociales | - Historia del Mundo Contemporáneo (4h) - Economía de la Empresa I (4h) - Matemáticas Aplicadas a Ciencias Sociales I (4h) |

|
| 2.º DE BACHILLERATO | 2.º DE BACHILLERATO |
| Materias comunes | Materias comunes |
| --- | --- |
| - Historia de España (3h) - Historia de la Filosofía (3h) - Lengua Castellana y Literatura II (2h) - Lengua Cooficial y Literatura II (3h) - Primera Lengua Extranjera II (3h) - Religión o Historia y Cultura de las Religiones (1h)                                   | |
| Materias de Modalidad (se escogen 3) | |
| Artes | |
| Artes Plásticas, Imagen y Diseño | - Dibujo Artístico II (4h) - Dibujo Técnico II (4h) - Diseño - Historia del Arte (4h) - Técnicas de Expresión Gráfico-Plástica (4h)  |
| Artes Escénicas, Música y Danza | - Análisis Musical II (4h) - Lenguaje y Práctica Musical (4h) - Historia de la Música y de la Danza (4h) - Literatura universal (4h) |
| Ciencias y Tecnología | |
| Ciencias de la Naturaleza | - Física II (4h) - Matemáticas II (4h) - Ciencias de la Tierra y Medioambientales (4h)                                               |
| Ciencias de la Salud | - Biología (4h) - Química (4h) - Matemáticas II (4h)                                                                                 |
| Ciencias e Ingeniería | - Matemáticas II (4h) - Dibujo Técnico II (4h) - Física (4h)                                                                         |
| Tecnologías | - Dibujo Técnico II (4h) - Tecnología Industrial II (4h) - Mecánica ( Desapareció en 2010 ) (4h)                                     |
| Humanidades y Ciencias Sociales | |
| Humanidades | - Latín II (4h) - Griego II (4h) - Literatura Universal (4h) - Historia del Arte                                                     |
| Ciencias Sociales, Geografía e Historia | - Literatura Universal (4h) - Geografía II (4h) - Historia del Arte (4h)                                                             |
| Ciencias Sociales, Administración y Gestión | - Economía de la Empresa (4h) - Geografía (4h) - Matemáticas Aplicadas a Ciencias Sociales II (4h)                                   |
| Materias Optativas (se escoge 1) | |
| - Segunda Lengua Extranjera (1h) - Economía (1h) - Psicología o Sociología (1h) - Educación Física (1h) - Inglés Práctico (1h) - Tecnologías de la Información y la Comunicación (1h) - Comunicación Audiovisual (1h) - Tecnología Industrial (1h) - Electrotecnia (1h) | |

|}

### La LOMCE (Ley Orgánica para la Mejora de la Calidad Educativa) de 2013
La nueva ley de Educación LOMCE aprobada por las Cortes Generales el día 28 de noviembre de 2013 y promulgada con fecha de 9 de diciembre, en su artículo 1.24 modifica el artículo 34 de la LOE y establece 3 modalidades de bachillerato, con dos «itinerarios» para el de Humanidades y Ciencias Sociales.
La organización del bachillerato depende de las comunidades autónomas, aunque el ministerio de Educación ofrece un marco común. De acuerdo con este, existen tres modalidades distintas de bachillerato: Artes, Ciencias, y Humanidades y Ciencias sociales (dos itinerarios).
| Artes                           |  |  |  |  |  |  |  |                   |
| Ciencias                        |  |  |  |  |  |  |  |                   |
|                                 |  |  |  |  |  |  |  | Humanidades       |
|                                 |  |  |  |  |  |  |  |                   |
| Humanidades y Ciencias Sociales |  |  |  |  |  |  |  |                   |
|                                 |  |  |  |  |  |  |  |                   |
|                                 |  |  |  |  |  |  |  | Ciencias Sociales |
|                                 |  |  |  |  |  |  |  |                   |

Al igual que en la educación primaria y en la ESO, en bachillerato se distingue entre «asignaturas troncales», «asignaturas específicas» y «asignaturas de libre configuración autonómica ??» —en esta última categoría es donde se incluye la asignatura Lengua Cooficial y Literatura en aquellas comunidades autónomas que la posean—. Corresponde al gobierno determinar los contenidos de las asignaturas troncales, mientras que las Administraciones educativas podrán «complementar los contenidos de las asignaturas troncales» y «establecer los contenidos de los bloques de asignaturas específicas y de libre configuración autonómica ??».
Según el artículo 1.25, que añade el artículo 34 bis a la LOE, en el primer curso se cursarán asignaturas troncales «generales» (fondo de color marrón) y asignaturas troncales «de opción» (con fondo blanco, de las que en cada modalidad se escogen dos), además de las asignaturas específicas (con fondo verde). La lengua cooficial y Literatura no es una materia troncal, sino una «asignatura de libre configuración autonómica».
| Lengua Castellana y Literatura I y, si la hubiese, Lengua Cooficial y Literatura I | Lengua Castellana y Literatura I y, si la hubiese, Lengua Cooficial y Literatura I | Lengua Castellana y Literatura I y, si la hubiese, Lengua Cooficial y Literatura I | Lengua Castellana y Literatura I y, si la hubiese, Lengua Cooficial y Literatura I |
| Filosofía                                                                          | Filosofía                                                                          | Filosofía                                                                          | Filosofía                                                                          |
| Primera Lengua Extranjera I                                                        | Primera Lengua Extranjera I                                                        | Primera Lengua Extranjera I                                                        | Primera Lengua Extranjera I                                                        |
| Educación Física                                                                   | Educación Física                                                                   | Educación Física                                                                   | Educación Física                                                                   |
| Fundamentos del Arte I                                                             | Matemáticas I                                                                      | Latín I                                                                            | Matemáticas Aplicadas a las Ciencias Sociales I                                    |
| Historia del Mundo Contemporáneo                                                   | Física y Química                                                                   | Historia del Mundo Contemporáneo                                                   | Historia del Mundo Contemporáneo                                                   |
| Cultura Audiovisual I                                                              | Biología y Geología                                                                | Economía                                                                           | Economía                                                                           |
| Literatura Universal I                                                             | Dibujo Técnico I                                                                   | Griego I                                                                           | Griego I                                                                           |
|                                                                                    |                                                                                    | Literatura Universal I                                                             | Literatura Universal I                                                             |

Asignaturas específicas a escoger en primero de Bachillerato entre un mínimo de dos y máximo de tres, en función de la oferta de los centros docentes:
1. Análisis Musical I
2. Anatomía Aplicada
3. Cultura Científica
4. Dibujo Artístico I
5. Dibujo Técnico I
6. Lenguaje y Práctica Musical
7. Religión Católica
8. Segunda Lengua Extranjera I
9. Tecnología Industrial I
10. Tecnologías de la Información y la Comunicación I
11. Volumen
12. Una materia del bloque de asignaturas troncales no cursada por el alumno o alumna.

Según el artículo 1.26, que añade el artículo 34 ter. a la LOE, en el segundo curso se cursarán asignaturas troncales «generales» (fondo de color marrón) y asignaturas troncales «de opción» (con fondo blanco, de las que en cada modalidad se escogen dos). La Lengua Cooficial y Literatura no es una materia troncal, sino una «asignatura de libre configuración autonómica».
| Lengua Castellana y Literatura II y, si la hubiere, Lengua Cooficial y Literatura II | Lengua Castellana y Literatura II y, si la hubiere, Lengua Cooficial y Literatura II | Lengua Castellana y Literatura II y, si la hubiere, Lengua Cooficial y Literatura II | Lengua Castellana y Literatura II y, si la hubiere, Lengua Cooficial y Literatura II |
| Historia de España                                                                   | Historia de España                                                                   | Historia de España                                                                   | Historia de España                                                                   |
| Primera Lengua Extranjera II                                                         | Primera Lengua Extranjera II                                                         | Primera Lengua Extranjera II                                                         | Primera Lengua Extranjera II                                                         |
| Fundamentos del Arte II                                                              | Matemáticas II                                                                       | Latín II                                                                             | Matemáticas Aplicadas a las Ciencias Sociales II                                     |
| Artes Escénicas                                                                      | Biología                                                                             | Economía de la Empresa                                                               | Economía de la Empresa                                                               |
| Diseño                                                                               | Dibujo Técnico II                                                                    | Geografía                                                                            | Geografía                                                                            |
| Cultura Audiovisual II                                                               | Física                                                                               | Historia del Arte                                                                    | Historia del Arte                                                                    |
|                                                                                      | Geología                                                                             | Griego II                                                                            | Griego II                                                                            |
|                                                                                      | Química                                                                              | Historia de la Filosofía                                                             | Historia de la Filosofía                                                             |

Asignaturas específicas a escoger en segundo de bachillerato entre un mínimo de dos y máximo de cuatro, en función de la oferta de los centros docentes:
1. Análisis Musical II
2. Ciencias de la Tierra y del Medio Ambiente
3. Dibujo Artístico II
4. Dibujo Técnico II
5. Fundamentos de Administración y Gestión
6. Historia de la Filosofía (si no se ha elegido ya)
7. Historia de la Música y de la Danza
8. Imagen y Sonido
9. Psicología
10. Religión Católica (si no se ha cursado en 1º)
11. Segunda Lengua Extranjera II
12. Técnicas de Expresión Gráfico-Plástica
13. Tecnología Industrial II
14. Tecnologías de la Información y la Comunicación II
15. Una materia del bloque de asignaturas troncales no cursada por el alumno o alumna.

### La LOMLOE (Ley Orgánica que modifica la LOE de 2006) de 2020

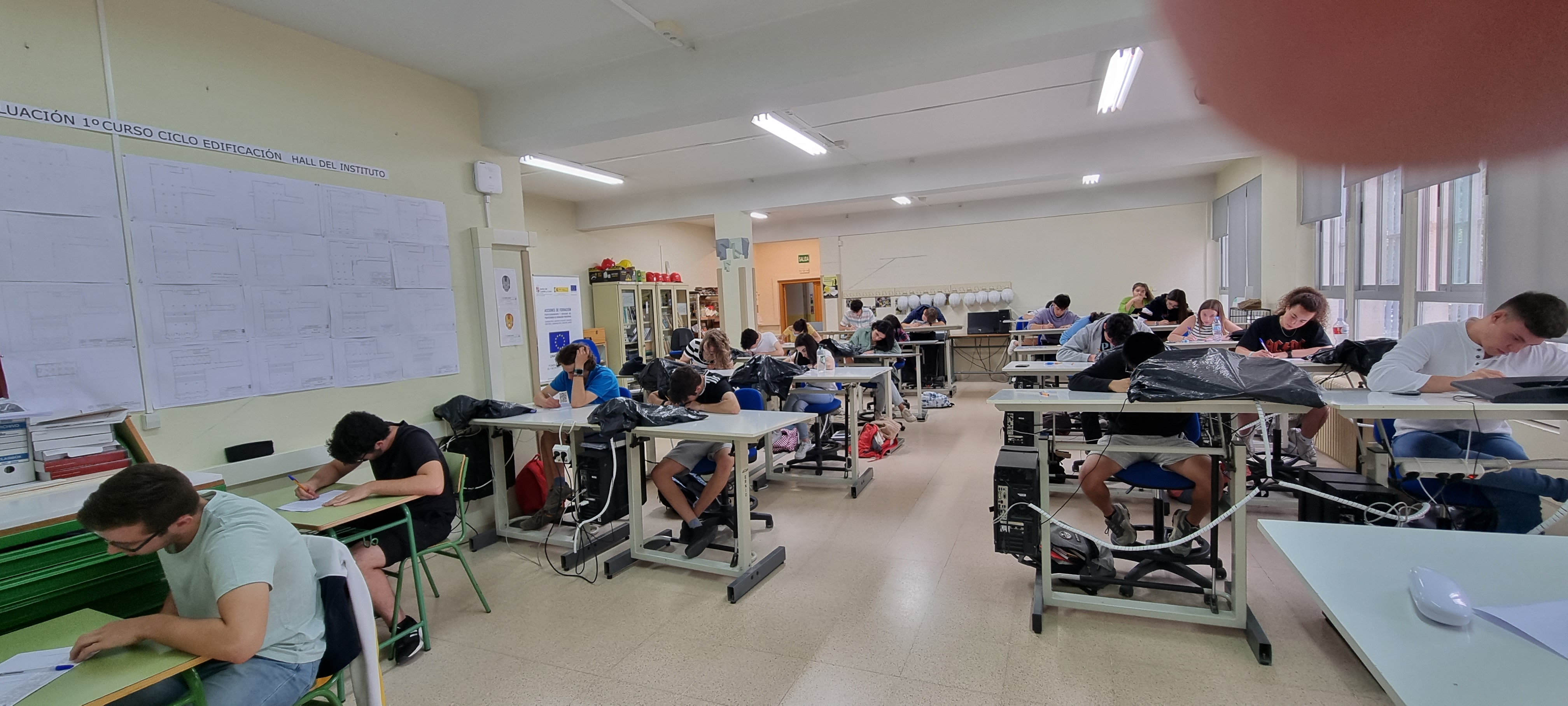
Alumnos segovianos de bachillerato realizando un examen en el IES Andrés Laguna.

La LOMLOE establece cuatro modalidades de bachillerato de dos cursos de duración:

a) Ciencias y Tecnología.

b) Humanidades y Ciencias Sociales.

c) Artes.

d) General.

La ley dice que «el bachillerato se organizará en materias comunes, en materias de modalidad y en materias optativas» y que «el Gobierno, previa consulta a las Comunidades Autónomas, establecerá la estructura de las modalidades, las materias específicas de cada modalidad y el número de estas materias que deben cursar los alumnos y alumnas». Asimismo se establece que «cada una de las modalidades podrá organizarse en distintas vías que faciliten una especialización del alumnado para su incorporación a los estudios posteriores o a la vida laboral».
La ley establece las siguientes materias comunes del bachillerato:

a) Educación Física.

b) Filosofía.

c) Historia de la Filosofía.

d) Historia de España.

e) Lengua Castellana y Literatura y, si la hubiere, Lengua Cooficial y Literatura.
 
f) Lengua Extranjera.

En cuanto a la promoción de curso la ley establece que «los alumnos y alumnas promocionarán de primero a segundo de bachillerato cuando hayan superado las materias cursadas o tengan evaluación negativa en dos materias, como máximo» y que «los alumnos y alumnas podrán realizar una prueba extraordinaria de las materias que no hayan superado, en las fechas que determinen las Administraciones educativas».
Para la obtención del título de Bachiller, «será necesaria la evaluación positiva en todas las materias de los dos cursos de bachillerato». Sin embargo, «el Gobierno, previa consulta a las Comunidades Autónomas, establecerá las condiciones y procedimientos para que, excepcionalmente, el equipo docente pueda decidir la obtención del título de Bachiller por el alumno o alumna que haya superado todas las materias salvo una, siempre que en ella no se haya producido una inasistencia continuada y no justificada y se considere que ha alcanzado los objetivos y competencias vinculados a ese título».
El currículum del Bachillerato de la LOMLOE fue aprobado por el Consejo de Ministros el 5 de abril de 2022. En el Real Decreto se dividió el Bachillerato de Artes en dos vías: Artes Plásticas, Imagen y Diseño y Música y Artes Escénicas. Además en el Real Decreto se establecen las siguientes competencias que deberán alcanzar los alumnos que cursen el Bachillerato:
a) Competencia en comunicación lingüística.

b) Competencia plurilingüe.

c) Competencia matemática y competencia en ciencia, tecnología e ingeniería.

d) Competencia digital.

e) Competencia personal, social y de aprender a aprender.

f) Competencia ciudadana.

g) Competencia emprendedora.

h) Competencia en conciencia y expresión cultural.

Modalidades (y vías del Bachillerato de Artes)
|                                 |  |  |  |  |  |  |  | Artes Plásticas, Imagen y Diseño |
|                                 |  |  |  |  |  |  |  |                                  |
| Artes                           |  |  |  |  |  |  |  |                                  |
|                                 |  |  |  |  |  |  |  |                                  |
|                                 |  |  |  |  |  |  |  | Música y Artes Escénicas         |
|                                 |  |  |  |  |  |  |  |                                  |
| Ciencias y Tecnología           |  |  |  |  |  |  |  |                                  |
| Humanidades y Ciencias Sociales |  |  |  |  |  |  |  |                                  |
| General                         |  |  |  |  |  |  |  |                                  |

Distribución de las materias por cursos
En 1º de Bachillerato los alumnos cursan cuatro (o cinco, si existe lengua cooficial) materias comunes (en marrón en el cuadro) y tres de modalidad: una obligatoria (en verde en el cuadro) y dos a elegir entre las materias con fondo blanco en el cuadro (los alumnos del Bachillerato General eligen dos materias de las otras modalidades de Bachillerato que existan en el centro, además de Economía, Emprendimiento y Actividad Empresarial). Las materias optativas las determinará cada comunidad autónoma.
| 1º DE BACHILLERATO                                                                 | 1º DE BACHILLERATO                                                                 | 1º DE BACHILLERATO                                                                 | 1º DE BACHILLERATO                                                                 | 1º DE BACHILLERATO                                                                 | 1º DE BACHILLERATO |
| Artes Plásticas, Imagen y Diseño                                                   | Música y Artes Escénicas                                                           | Ciencias y Tecnología                                                              | Humanidades y Ciencias Sociales                                                    | General                                                                            |                    |
| ---------------------------------------------------------------------------------- | ---------------------------------------------------------------------------------- | ---------------------------------------------------------------------------------- | ---------------------------------------------------------------------------------- | ---------------------------------------------------------------------------------- | ------------------ |
| Lengua Castellana y Literatura I y, si la hubiese, Lengua Cooficial y Literatura I | Lengua Castellana y Literatura I y, si la hubiese, Lengua Cooficial y Literatura I | Lengua Castellana y Literatura I y, si la hubiese, Lengua Cooficial y Literatura I | Lengua Castellana y Literatura I y, si la hubiese, Lengua Cooficial y Literatura I | Lengua Castellana y Literatura I y, si la hubiese, Lengua Cooficial y Literatura I |                    |
| Filosofía                                                                          | Filosofía                                                                          | Filosofía                                                                          | Filosofía                                                                          | Filosofía                                                                          |                    |
| Primera Lengua Extranjera I                                                        | Primera Lengua Extranjera I                                                        | Primera Lengua Extranjera I                                                        | Primera Lengua Extranjera I                                                        | Primera Lengua Extranjera I                                                        |                    |
| Educación Física                                                                   | Educación Física                                                                   | Educación Física                                                                   | Educación Física                                                                   | Educación Física                                                                   |                    |
| Dibujo Artístico I                                                                 | Análisis Musical I o Artes Escénicas I                                             | Matemáticas I                                                                      | Matemáticas Aplicadas a las Ciencias Sociales I o Latín I                          | Matemáticas Generales                                                              |                    |
| Cultura Audiovisual                                                                | Análisis Musical I                                                                 | Biología, Geología y Ciencias Ambientales                                          | Economía                                                                           | Economía, Emprendimiento y Actividad Empresarial                                   |                    |
| Dibujo Técnico Aplicado a las Artes Plásticas y al Diseño I                        | Artes Escénicas I                                                                  | Dibujo Técnico I                                                                   | Griego I                                                                           |                                                                                    |                    |
| Proyectos Artísticos                                                               | Coro y Técnica Vocal I                                                             | Física y Química                                                                   | Historia del Mundo Contemporáneo                                                   |                                                                                    |                    |
| Volumen                                                                            | Cultura Audiovisual                                                                | Tecnología e Ingeniería I                                                          | Latín I                                                                            |                                                                                    |                    |
|                                                                                    | Lenguaje y Práctica Musical                                                        |                                                                                    | Literatura Universal                                                               |                                                                                    |                    |
|                                                                                    |                                                                                    |                                                                                    | Matemáticas Aplicadas a las Ciencias Sociales I                                    |                                                                                    |                    |

En 2º de Bachillerato los alumnos cursan cuatro (o cinco, si existe lengua cooficial) materias comunes (en marrón en el cuadro) y tres de modalidad: una obligatoria (en verde en el cuadro) y dos a elegir entre las materias con fondo blanco en el cuadro (los alumnos del Bachillerato General eligen dos materias de las otras modalidades de Bachillerato que existan en el centro, además de Movimientos Culturales y Artísticos). Las materias optativas las determinará cada comunidad autónoma.
| 2º DE BACHILLERATO                                                                   | 2º DE BACHILLERATO                                                                   | 2º DE BACHILLERATO                                                                   | 2º DE BACHILLERATO                                                                   | 2º DE BACHILLERATO                                                                   | 2º DE BACHILLERATO |
| Artes Plásticas, Imagen y Diseño                                                     | Música y Artes Escénicas                                                             | Ciencias y Tecnología                                                                | Humanidades y Ciencias Sociales                                                      | General                                                                              |                    |
| ------------------------------------------------------------------------------------ | ------------------------------------------------------------------------------------ | ------------------------------------------------------------------------------------ | ------------------------------------------------------------------------------------ | ------------------------------------------------------------------------------------ | ------------------ |
| Lengua Castellana y Literatura II y, si la hubiere, Lengua Cooficial y Literatura II | Lengua Castellana y Literatura II y, si la hubiere, Lengua Cooficial y Literatura II | Lengua Castellana y Literatura II y, si la hubiere, Lengua Cooficial y Literatura II | Lengua Castellana y Literatura II y, si la hubiere, Lengua Cooficial y Literatura II | Lengua Castellana y Literatura II y, si la hubiere, Lengua Cooficial y Literatura II |                    |
| Historia de España                                                                   | Historia de España                                                                   | Historia de España                                                                   | Historia de España                                                                   | Historia de España                                                                   |                    |
| Historia de la Filosofía                                                             | Historia de la Filosofía                                                             | Historia de la Filosofía                                                             | Historia de la Filosofía                                                             | Historia de la Filosofía                                                             |                    |
| Primera Lengua Extranjera II                                                         | Primera Lengua Extranjera II                                                         | Primera Lengua Extranjera II                                                         | Primera Lengua Extranjera II                                                         | Primera Lengua Extranjera II                                                         |                    |
| Dibujo Artístico II                                                                  | Análisis Musicial II o Artes Escénicas II                                            | Matemáticas II o Matemáticas Aplicadas a las Ciencias Sociales II                    | Latín II o Matemáticas Aplicadas a las Ciencias Sociales II                          | Ciencias Generales                                                                   |                    |
| Dibujo Técnico Aplicado a las Artes Plásticas y al Diseño II                         | Análisis Musical II                                                                  | Biología                                                                             | Empresa y Diseño de Modelos de Negocio                                               | Movimientos Culturales y Artísticos                                                  |                    |
| Diseño                                                                               | Artes Escénicas II                                                                   | Dibujo Técnico II                                                                    | Geografía                                                                            |                                                                                      |                    |
| Fundamentos Artísticos                                                               | Coro y Técnica Vocal II                                                              | Física                                                                               | Griego II                                                                            |                                                                                      |                    |
| Técnicas de Expresión Gráfico-Plástica                                               | Historia de la Música y de la Danza                                                  | Geología y Ciencias Ambientales                                                      | Historia del Arte                                                                    |                                                                                      |                    |
|                                                                                      | Literatura Dramática                                                                 | Química                                                                              | Latín II                                                                             |                                                                                      |                    |
|                                                                                      |                                                                                      | Tecnología e Ingeniería II                                                           | Matemáticas Aplicadas a las Ciencias Sociales II                                     |                                                                                      |                    |

## Bachillerato nocturno, vespertino, a distancia
Existen más modalidades aparte del bachiller diurno presencial, especialmente diseñado para adultos que deseen retomar sus estudios. Forma parte de la oferta educativa ordinaria de ciertos institutos además de impartirse en otros centros exclusivos de educación para adultos.
En su versión nocturna, el horario está comprendido (dependiendo de la latitud, legislación y demás) en horas de tarde/noche. Suelen impartirse 4 períodos lectivos de 50 minutos con un descanso en medio de 30, que pueden ir desde un comienzo a las 16 horas hasta una conclusión de 22:00 horas.
Comprende la ventaja de la convalidación anual de asignaturas individuales, es decir, cada asignatura aprobada queda aprobada/convalidada para sucesivos cursos. Esto se debe a que los adultos que trabajan no disfrutan de la misma cantidad de tiempo para estudiar que el que pueda tener un alumno en el instituto diurno. Cabe señalar que los contenidos impartidos para cada rama son idénticos tanto en el bachillerato nocturno como en el diurno.

## Bachillerato de excelencia
Desde 2011 se oferta en algunos centros también el Bachillerato de Investigación y Excelencia (BIE), este incluye en los dos cursos, además de la programación de un bachillerato normal, una asignatura de investigación en la cual los alumnos reciben formación por parte de profesores universitarios que culmina con la realización de un proyecto de investigación científica por parte de cada alumno.
Para el acceso a esta modalidad es necesaria una nota mínima en la ESO y los alumnos que obtienen el título de Bachiller tras cursar el Programa de Excelencia reciben además un certificado acreditativo de esa circunstancia.